# Vanda Milano
Vanda Milano (Milano, 3 novembre 1938 – Alano di Piave, 17 aprile 2014) è stata una psichiatra e politica italiana.

## Biografia
Figlia del noto pittore feltrino Bruno Milano, è stata molto impegnata nella vita sociale e politica di Feltre. Psichiatra, primaria dell'ospedale psichiatrico provinciale di Feltre, si impegnò in politica a livello locale e nazionale.

### L'impegno politico
Fu attiva nella politica locale feltrina, come consigliera comunale per sedici anni, la prima volta nel 1973 e, eletta nelle successive elezioni del '76, '78, '83 e '84, fino al 1989. Fu eletta poi alla Camera dei deputati nel 1976, nelle file del Partito Comunista, e durante la settima legislatura presentò come cofirmataria una decina di proposte di legge, principalmente indirizzate a normare aspetti sanitari e sociali, tra cui: istituzione del servizio sanitario nazionale, istituzione delle scuole di medicina, nuovo ordinamento delle scuole di specializzazione medico-chirurgiche, regolamentazione dell'interruzione di gravidanza, contro la discriminazione nei confronti della donna in materia di assunzioni, di mansioni e di svolgimento di carriera, modifiche alla legge 23 dicembre 1975, n. 698: scioglimento e trasferimento delle funzioni dell'Opera nazionale maternità e infanzia, completamento del piano degli asili-nido previsto dalla legge 6 dicembre 1971 n. 1044. Queste due ultime furono poi trasformate in legge.  Partecipò in assemblea legislativa all'istituzione del Servizio Sanitario Nazionale. Rilevante il lavoro svolto nella XIV Commissione Igiene e Sanità Pubblica, chiamata a farne parte da Enrico Berlinguer, in merito a "Accertamenti e trattamenti sanitari volontari e obbligatori", che portò alla riforma delle cure psichiatriche e dei manicomi. In Commissione espresse la posizione del suo partito, affine a quella democristiana, sul TSO ribadendo la necessità di avere un diverso modo di “fare salute”, una diversa educazione sanitaria, un diverso rapporto medico paziente, una diversa partecipazione democratica, che avrebbero contribuito a ridurre il ricorso alla coazione. Pur non negando la seppur eccezionale necessità di tale provvedimento, ribadendo il diritto alla salute, affermò che la coazione è, in casi del tutto particolari, una garanzia di tutela della salute e pertanto, all’interno dell’articolo 30, fu resa una misura di tipo sanitario e non di pubblica sicurezza. 
Preoccupazione e dissenso su questa proposta furono espresse da Psichiatria Democratica in un comunicato stampa in quanto il TSO, a parte il dubbio di una reale efficacia terapeutica, poteva costituire lesione della libertà personale e dei diritti del cittadino e non poteva pertanto essere lasciato alla decisione dell’autorità sanitaria.  Al dissenso di Franco Basaglia, Vanda chiarì che "l’autorità sanitaria indicata nell’articolo 30 non è il medico ma il sindaco, che agisce sulla base di un disposto di legge e di un’indicazione fornita dagli operatori del settore. Non vi è quindi alcun medico che possa, senza informare nessun organo pubblico per 48 ore, decidere con potere assoluto il ricovero coatto in manicomio, perché l’autorità sanitaria non è il medico e il ricovero coatto non può avvenire nell’ospedale psichiatrico. Né il giudice tutelare ha nella legge funzioni costrittive ma semmai di controllo e di carattere garantista". Nel dicembre del 1978 la Legge 180, chiamata Legge Basaglia, confluì nella legge 833 istitutiva del Servizio sanitario nazionale. Si avviò quindi un processo che vide il superamento delle istituzioni manicomiali pubbliche e una trasformazione radicale degli interventi assistenziali rivolti alle persone affette da minorazioni psichiche, fisiche e sensoriali e l'avvio della ristrutturazione dei servizi psichiatrici di diagnosi e cura.  
Condivise l'impegno politico con il marito Paolo De Paoli, parlamentare del PSDI e sottosegretario nei primi anni novanta.

### L'attività di psichiatra
L'Ospedale neuropsichiatrico di Feltre, in cui operò fino alla pensione, ha una storia importante, ed è stato censito, con altri ospedali psichiatrici nazionali, da Carte da legare, che è un progetto della Direzione Generale degli Archivi del Ministero per i beni e le attività culturali e per il turismo. L'attuale Azienda ospedaliera di Feltre trae origine dalla trecentesca "scola" di S. Paolo, trasferitasi nel 1473 presso la "scola" dei frati conventuali, in località Santa Maria del Prato, nel centro di Feltre; nel 1775 le due "scole" si fusero, dando origine ad un unico "ospitale" denominato S. Maria del Prato, con una nuova sede nel Convento degli Agostiniani in Borgo Ruga. L'ospizio accolse persone in stato di necessità e impotenti d'ogni tipo: malati, pazzi, prostitute luetiche, vagabondi, poveri anziani, trovatelli. L'istituzione s'ingrandì rapidamente e acquisì personale medico e nuove attrezzature. Dopo la riforma del 1978 l'Ospedale psichiatrico è stato riconvertito in quattro Residenze sanitarie assistenziali, una Comunità terapeutica riabilitativa protetta, quattro Comunità alloggio e tre Centri diurni . L'interesse per la storia del Manicomio di Feltre è ancora molto vivo e le visite guidate e gli eventi in esso organizzati sono molto frequentati. Nel 1979, Vanda tornò alla vita professionale, in una realtà complessa e in cambiamento, promuovendo l'umanizzazione nelle cure psichiatriche e nella vita quotidiana dei degenti, tra l'altro introducendo la musica e la presenza di animali da compagnia.
Già durante i lavori parlamentari per la stesura della legge che avrebbe portato al superamento dei manicomi, aveva affermato che non si doveva arrivare impreparati alla loro chiusura ma che questa doveva rappresentare solo un primo passo e non concludersi lì, abbandonando al loro destino i pazienti che erano stati presi in carico dall'istituzione psichiatrica, e che il processo avrebbe comportato molto dolore.
Nel verbale del Consiglio comunale del 28-04-2014, il Sindaco Paolo Perenzin ricorda che lei stessa si era caricata del dolore di queste persone, pagandone uno scotto anche in prima persona, ma dimostrando di essere persona con grande umanità, preparazione, rigore morale e senso delle istituzioni. E che inoltre aveva avuto il coraggio di pensare la differenza come normalità in anni in cui tutto ciò non era semplice, facile o scontato. Condivise l'impegno professionale con il fratello Tiziano.

### Il cinema
Nel 1991 partecipò al film "CAFÈ LA MAMA", ambientato nell’ospedale psichiatrico di Feltre, dove erano ancora ricoverati alcuni malati cronici, interpretando se stessa nel ruolo di primario. Gli altri personaggi sono un infermiere taciturno, interpretato da Dario D’Ambrosi, e un attore, Raul Manso, che porta vitalità nell’ospedale e aspira a recitare nel mitico “Cafè la Mama” di New York, contagiando con il suo sogno anche gli altri personaggi. La regia è di Gianluca Fumagalli e sceneggiatura di Daniele Carnacina. Il film fu proiettato a Feltre in occasione di varie iniziative. 